# ホヒトヴァー
ホヒトヴァー（ウクライナ語：Хохітва́；意訳：「姫野雁」）は、ウクライナのキエフ州オブーヒウ地区にある村。ローシ川河岸に位置する。面積は約3.6km²（2005年）。人口は1,193人（2005年）。